# Кристина София фон Брауншвайг-Волфенбютел-Беверн
Кристина София фон Брауншвайг-Волфенбютел-Беверн (на немски: Christine Sophie von Braunschweig-Wolfenbüttel-Bevern; * 22 януари 1717, Брауншвайг; † 26 март 1779, дворец Шлезвиг) от род Велфи, е принцеса от Брауншвайг-Беверн и чрез женитба маркграфиня на Бранденбург-Кулмбах.

## Живот
Тя е най-възрастната дъщеря на херцог Ернст Фердинанд фон Брауншвайг-Волфенбютел-Беверн (1682 – 1746) и Елеонора Шарлота от Курландия (1686 – 1748), дъщеря на Фридрих II Казимир Кетлер.
Кристина София се омъжва на 26 декември 1731 г. в Брауншвайг за маркграф Фридрих Ернст фон Бранденбург-Кулмбах (1703 – 1762), щатхалтер на Шлезвиг-Холщайн. Той е брат на датската кралица София Магдалена (1700 – 1770). Те нямат деца.
Кристина София умира на 26 март 1779 г. на 62 години и е погребана до съпруга си в църквата „Св. Михаелис“ в Хоенаспе в Шлезвиг-Холщайн.